# Флирт (группа)
«Флирт» — рок-группа из Восточной Сибири. Возникла в середине 80-х годов, в г. Усолье-Сибирское Иркутской области. Стиль панк-рок и гаражный рок. Создатели Олег Сурусин (Сур) и Валерий Рожков (Вэл).

## История
Какое-то время выступали как дуэт под аккомпанемент акустических гитар в Усолье-Сибирское, Ангарске и Иркутске. С появлением единомышленников: Андрея Гнездова (вокал и операционный пульт) и Геннадия Хомколова (саксофон) состав команды начал стабилизироваться. В результате в свет вышел записанный в домашних условиях магнитоальбом «Дальше некуда» 1987 г., а затем с помощью сессионных музыкантов Андрея Севостьянова и Сергея Голубева (ударные и бас-гитара) появились еще несколько альбомов, разошедшихся по рок-кругам андеграунда тех лет. 

В мае 1989-го Сур и В. Рожков в Омске приняли участие в записи одного из альбомов проекта «Коммунизм» (Лет Ит Би) и невышедшего альбома проекта «Сатанизм» (Несанкционированное поведение всего) в домашней студии Егора Летова. После чего, уже с Усолье-Сибирском в 1990 г, Флирт записали альбом «Член ЦК» в следующем году, во время работы над первой частью альбома «Съезд негодяев» (в период развала Советского союза) уезжает с семьей из страны профессиональный музыкант Г. Хомколов.  Вскоре на постоянное место жительства в Москву переезжает и В. Рожков, а А. Гнездов отходит от рок-деятельности. Тем не менее, не теряют контакта с О. Сурусиным, который продолжает творческую деятельность группы при участии новых музыкантов: Дениса Еремеева(барабаны), Родиона Захарова (гитара), Сергея Милкова (бас) и Насти Тропиной (ударные, клавиши и вокал). Именно с этим составом были записаны такие альбомы как «Дом терпимости»: 1995; «Мы победим!»; «Анархофобия»: 2001; и тд. а сами Флирт становиться постоянными участниками многочисленных рок-сейшенов.   К тому же во время посещения Иркутска группой «Гражданская оборона» Флирт дважды открывали выступление Летовской команды на совместных концертах. Последним альбомом Флирт выпущенном при участии второго состава стал «Люмпен-Ролл» 2007 г. и спустя какое-то время половина участников группы (Д. Еремеев, Р. Захаров, Н. Тропинина) отошли от рок-дела в силу бытовых причин. 

О. Сурусин и С. Милков продолжили деятельность группы с другими единомышленниками: Артемом Бушмакиным (барабаны) и Андреем Третьяковым (гитара) организовав третий состав, с которым Флирт открывали концерты группы «Адаптация» и Черного Лукича в Иркутске и в Улан-Удэ. В Новосибирске совместно с музыкантами Летовского проекта «Коммунизм»; а также на панк-фестивале в Москве «Парк Юрского Периода». В настоящие время группа продолжает записываться и выступать. 

В 2000-м году в Москве В. Рожков инициировал выпуск двух сборников песен Флирт на аудиокассетах (период 1987-1989 г.г.). В 2007 г. он же издал CD диск «Flirt – The Best», вышедший к 20-летию группы.
В 2019 году вышел сборник стихов и песен Олега Сурусина (Сур) "ОтФлиртованное Время".
В 2020 году издательство "Bull Terrier Records" выпустило два первых альбома группы "Флирт" на CD-дисках и аудио кассетах.

## Состав
- Олег Сурусин - гитара, вокал
- Артем Бушмакин - барабаны
- Андрей Третьяков - гитара

### Бывшие участники
- Гитаристы: Валерий Рожков, Родион Захаров
- Бас-гитара: Сергей Милков
- Ударники: Андрей Севастьянов, Настя Тропина, Денис Еремеев
- Саксофон: Геннадий Хомколов

## Дискография

### Студийные альбомы
- Дальше некуда 1987
- Си(м)бирская язва 1988
- Трипперахамудия 1989
- Член ЦК 1990
- Съезд Негодяев 1 1992
- Съезд Негодяев 2
- Мы победили 1994
- Дом терпимости 1995;
- Анархофобия 2002
- Люмпен-Roll 2007

### Компиляции
- Best 1 2000
- Best 2 2000
- "Дальше Некуда"/"Си(м)бирская Язва". Bull Terrier Records 2020

## Фильмография
* «Группа Флирт. Сибирская язва» (2018) на YouTube

### Другие проекты
- Коммунизм (группа), Лет Ит Би (альбом)
- Сатанизм, Несанкционированное поведение всего
- Сур, Стилизация 1993
- Калорифер, Повидло в кармане 1993
- Зут, Мелодии народа 2019